# エカマイ
座標: 北緯13度43分52秒 東経100度35分11.6秒 / 北緯13.73111度 東経100.586556度
エカマイ(Ekkamai)はタイ、バンコクのワッタナー区にある、スクンビット通りのソイ63の通りとその通り沿いの地域。プロンポンやトンローと共に、日本人や欧米人の駐在員が多く住む高級住宅街エリアである。南はエカマイ・バスターミナル（東バスターミナル）とバンコク・スカイトレイン（BTS）エカマイ駅に隣接し、北はそのままエカマイ=ラームイントラ通りにつながっているほか、ラーマ9世通りにも交差しており、交通の要所となっている。

## 交通
ソイ・エカマイには他の諸地域へ抜ける市バスが数系統運行されており、スクンヴィット通りをはさんだソイ・エカマイの南向かいにあるエカマイ・バスターミナル（東バスターミナル）からは主にタイ南東部への長距離バスが発着している。また、エカマイ通りのセーンセープ運河を越える橋の下に、運河ボートの船着き場があり、西はプラトゥー・ナームまで（乗り継ぐとさらにパンファー橋まで）、東はクローン・タンからミンブリー方面に出ることができる。
エカマイ・ソイ5からはトンロー通り（スクンヴィット・ソイ55）からアソーク通り（スクンヴィット・ソイ21）まで通じており、エカマイ・ソイ5の対面にあるエカマイ・ソイ12はプリディー・パノムヨン通り（スクンヴィット・ソイ71）へ抜けることができる。
ソイ・エカマイは片道2車線ながら交通の要所となっているため、渋滞が頻繁に発生している。

## 接続する主な道路
- スクンビット通り
- ニューペッブリー通り

## 接続する駅・路線
- エカマイ駅　（バンコク・スカイトレイン）

## 通り沿いにある施設
- ヨルダン領事館
- Banraie
- 黒田(日本料理)
- MKゴールド(タイ料理)

- ソラチャイビル
  - ARGO WEllTECH
  - JDオリエント

- パークレーン
  - マックスバリュー
  - 山小屋
  - 本物すし

- ソイ1
  - サバーイチャイ・ケップタワン

- ソイ2
  - Peter's Mansion
  - Baan Romyen

- ソイ4
  - オイスカ幼稚園
  - 酒茶翁
  - Eddy Ekkamai

- ソイ5
  - アルコーヴ・トンロー10
  - 居酒屋スタジアム

- ソイ6
  - エカマイ・パワー・センター
    - BigC
    - ヤマハ音楽教室
    - 庵寺
    - 味道楽
    - Custle Hill

- ソイ8
  - Ekamai Gardens

- ソイ10
  - エカマイショッピングモール
    - 味吉ラーメン
    - みちづれ
    - Royal Kensington
    - La Cascade

- ソイ12
  - Oriental Tower
  - Charoenjai Place
  - Casa Viva
  - Le Chateau
  - Empire House

- ソイ14
  - ブルネイ大使館

- ソイ16
  - うら庭

- ソイ19
  - たけのこ幼稚園

- ソイ22
  - Taiping Tower

- ソイ23
  - ワット・パーシー
  - Grand Highteck Tower